# Flavio Ortega
Flavio Ortega (né en 1944 à São Paulo au Brésil et mort le 6 février 2007 à San Pedro Sula au Honduras) est un joueur de football brésilo-hondurien, qui évoluait au poste d'attaquant, avant de devenir entraîneur.

## Palmarès
| CD Marathón - Championnat du Honduras : - Meilleur buteur : 1969-70 (18 buts). Real España - Championnat du Honduras : - Champion : 1974 - Coupe du Honduras : - Vainqueur : 1973 |  | Honduras - Gold Cup : - Finaliste : 1991 Real España - Championnat du Honduras : - Champion : 1988, 1990 CS Cartaginés - Coupe des champions de la CONCACAF - Vainqueur : 1994 CD Marathón - Championnat du Honduras : - Champion : 2002 (C), 2003 (C) CD Olimpia - Championnat du Honduras : - Champion : 2006 (C) |